# Peseckendorf
Peseckendorf este o comună în Saxonia-Anhalt, Germania